# The Balkan Girls
The Balkan Girls är en sång av Elena Gheorghe, som representerade Rumänien i Eurovision Song Contest 2009. Låten blev framröstad i den rumänska tävlingen Selecţia Naţională 2009.